# Flux de radiació
El Flux de radiació és una mesura de la quantitat de radiació rebuda per un objecte des d'una font donada. Això pot ser qualsevol tipus de radiació, incloent: radiació electromagnètica, so, i les partícules d'una font radioactiva.
El flux de radiació és igual a:
Φ = L⁄4πr²
Ón L és la lluminositat, o potència de sortida total de la font, i r és la distància des de la font de radiació.
Les unitats de flux de radiació són W·m-2, o bé kg·s-3 .
Densitat de flux de radiació és una mesura relacionada que té en compte l'àrea del flux de radiació passa a través, i es defineix com el flux dividit per l'àrea que travessa. La densitat de flux de radiació es coneix també com Intensitat de flux on I = L / 4πr2.